# Драганово (Добричская область)
Драганово (болг. Драганово) — село в Болгарии. Находится в Добричской области, входит в общину Добрич. Население составляет 206 человек (15 марта 2015 года).

## Политическая ситуация
До упразднения кметства Драганово должность кмета (старосты) исполнял Митко Балчев Кателиев (Болгарская социалистическая партия (БСП)) по результатам выборов.